# Nino Frank
Nino Frank (* 27. Juni 1904 in Barletta; † 17. August 1988 in Paris) war ein italienischer Filmkritiker mit Schweizer Ursprüngen.
Frank prägte im August 1946 den Begriff Film Noir in seinem Artikel A New Kind of Police Drama: The Criminal Adventure, in dem er auf US-amerikanische Filme der 40er-Jahre einging, die aufgrund eines Importverbots erst nach Kriegsende den Weg in die europäischen Kinos fanden. Darunter waren neben drei klassischen Hollywood-Filmen auch Frau ohne Gewissen (1944), Laura (1944), Die Spur des Falken (1941) und Murder, My Sweet (1944). In diesen vier Produktionen glaubte Frank eine neue Spielart des Kriminalfilms zu entdecken – eine, die grundsätzlich mehr Augenmerk auf die Charakterisierung der Figuren als auf die Handlung legte. Er wies auf den Einsatz von Off-Kommentaren hin, welche die Handlung fragmentierten und die „lebensechte“ Seite des Films hervorhoben.
Nino Frank war auch ein Schriftsteller und ein Übersetzer. Bemerkenswert ist seine Zusammenarbeit mit James Joyce und Blaise Cendrars.

## Leben
Nino Frank wurde in der süditalienischen Stadt Barletta von Schweizer Eltern geboren, Er zog 1923, nach den Jahren in der vom Doktor Pluss geleitete Scuola Internazionale von Neapel (wo Blaise Cendrars auch studiert hatte), nach Frankreich um. Dort blieb er zeitlebens. Nino Frank ist mit seiner Frau in Cimetière Montparnasse in Paris begraben.

## Werke
- Bifur (1929–1931, 8 Ausgaben).[1]
- Petit cinéma sentimental. Vorwort von Henri Jeanson. Paris, La Nouvelle Édition, 1950
- Les Années 30 (1969)
- Mémoire brisée. Paris, Calmann-Lévy, 1967
- Le Bruit parmi le vent. Paris, Calmann-Lévy, 1968.
- 10.7.2. et autres portraits. Souvenirs. Maurice Nadeau/Papyrus, 1983